# 작은숲박쥐
작은숲박쥐(Vespadelus vulturnus)는 애기박쥐과에 속하는 박쥐의 일종이다. 테즈메이니아 주를 포함하는 오스트레일리아 남부-동부 지역에서만 발견된다. 작은숲박쥐는 몸무게가 4g 이하의 작은 박쥐이다.(일부 지역의 수컷은 2.5g일 정도로 작다.) 오스트레일리아의 가장 작은 포유류로 알려져 있기도 하지만, 북부집박쥐(또는 쿠프먼집박쥐, Pipistrellus westralis)가 몸무게 약 3g으로 가장 작은 것으로 추정된다. 테즈메이니아 주에서 가장 작은 박쥐이다.